# 拓跋嬰文
拓跋嬰文（?—?），追尊魏神元帝拓跋力微的後代，北魏宗室、官员。

## 生平
拓跋嬰文年輕時明畅有条理，有做决定的魄力，魏明元帝拓跋嗣很器重他，讓他負責傳達詔命，時常掌管機密大事。太武帝拓跋燾繼位後，任命他為護東夷校尉，進爵位為建德公，鎮守遼西，於任上逝世。

## 延伸阅读
[在维基数据编辑]
 《魏書·卷14》，出自魏收《魏书》